# Burkburnett, Texas
Burkburnett là một thành phố thuộc quận Wichita, tiểu bang Texas, Hoa Kỳ. Năm 2010, dân số của xã này là 10811 người.

## Dân số
- Dân số năm 2000: 10927 người.
- Dân số năm 2010: 10811 người.